# Carinstrocerus
Carinstrocerus (лат.) — род одиночных ос (Eumeninae).

## Описание
От близких родов ос отличается следующими признаками: вогнутость проподеума окаймлена килями; проподеум удлиненный, длиннее ширины метанотума; метанотум не вдавлен; тергит I без гладкой или слабо пунктированной зоны. Тегулы лишь с несколькими крупными полупрозрачными пунктурами. Тергит I с одним поперечным килем. Средние голени с одной шпорой. Переднее крыло с первой и второй возвратными жилками, исходящими в субмаргинальной ячейке II.

## Классификация
В мировой фауне известно 2 вида. Палеарктика и Афротропика.
- Carinstrocerus dolorans (Giordani Soika, 1935)
  - =Ancistrocerus dolorans Giordani Soika, 1935[5]
- Carinstrocerus hilaris Giordani Soika, 1989[6]